# Valerie Finnis
Valerie Margaret Steriker Finnis (* 31. Oktober 1924 in Crowborough, Sussex; † 17. Oktober 2006 in Kettering, Northamptonshire), verheiratete Valerie Montagu-Douglas-Scott, Lady Montagu-Douglas-Scott, war eine britische Gärtnerin und Fotografin.

## Leben
Finnis wurde 1924 in Crowborough, Sussex, als Tochter des Fregattenkapitäns Steriker Finnis und seiner Ehefrau Constance Mary Katharine, einer Rosenzüchterin, geboren. Sie wuchs in Earlswood nahe Reigate auf und entdeckte schon im Kindesalter das Gärtnern für sich. Nach dem Besuch einer lokalen Schule ging sie bis zum Ausbruch des Zweiten Weltkriegs auf ein Internat in Kent und wechselte dann auf die Downe House School bei Newbury. 1942 begann sie ein Studium an der Waterperry Horticultural School for Women, einer renommierten Gartenbauschule für Frauen unter der Leitung von Beatrix Havergal. Nach Abschluss ihres Studiums blieb sie in Waterperry und war sowohl als Gärtnerin als auch Lehrerin aktiv. Als ihr Spezialgebiet galten Alpenpflanzen; international war sie für ihre Kenntnisse der Kabschia- und Engleria-Steinbreche bekannt.
Ab 1955 betätigte sich Finnis auch als Pflanzenfotografin. Ursprünglich nur als kleiner Nebenverdienst gedacht, erfreuten sich ihre Fotografien bald großer Beliebtheit und wurden von Verlagen und Plattenlabels angekauft. 1961 stellte sie ihre Fotografien im Firmensitz von Kodak aus. Den Großteil ihrer Fotografien fertigte sie mit einer alten Rolleiflex-Kamera an, die ihr der Botaniker Wilhelm Schacht geschenkt hatte. Sie fotografierte hauptsächlich Pflanzen, vereinzelt aber auch andere namhafte Gärtner. Gleichzeitig hielt sie regelmäßig Vorträge zum Gärtnern, hatte Gastauftritte im britischen Fernsehen im Rahmen von Percy Throwers Gartensendung Gardening Club und war als Jurorin der Royal Horticultural Society tätig. 1975 verlieh ihr die Gesellschaft die Victoria Medal of Honour.
1968 lernte sie den fast 40 Jahre älteren pensionierten Diplomaten David Montagu-Douglas-Scott (1887–1986) kennen, der hobbymäßig ebenfalls als Gärtner aktiv war. Montagu-Douglas-Scott besuchte Waterperry und Finnis war begeistert, dass der unbekannte Besucher die Nördliche Dreiblattspiere identifizieren konnte. Die beiden wurden ein Paar und heirateten 1970. Die beiden lebten in einem Teil des Boughton Houses nahe Kettering, wo Finnis nach der Schließung von Waterperry 1971 einen großzügigen alpinen Garten anlegte. Ein Jahr nach dem Tod ihres Ehemannes gründete sie den Merlin Trust in Erinnerung an den im Zweiten Weltkrieg gefallenen Sohn ihres Ehemannes aus erster Ehe. Die Wohltätigkeitsorganisation vergibt Reisestipendien an Nachwuchsgärtner. Über die Familie ihres Ehemannes kam Finnis auch in Kontakt mit der britischen Oberschicht; zu ihrem Freundeskreis gehörte unter anderem Alice, Duchess of Gloucester.
Finnis blieb noch bis in ihre Siebziger als Gärtnerin aktiv, ehe sie durch eine Arthritis ihre Lieblingsbeschäftigung aufgeben musste. Bis 2002 blieb sie als Jurorin der Royal Horticultural Society aktiv. Bis zuletzt lebte sie auf dem Gelände von Boughton House. 2006 verstarb sie im Krankenhaus von Kettering im Alter von 81 Jahren an einer Darmblutung. Ein Jahr nach einem Tod erschien ein Buch, in dem zahlreiche ihrer Fotografien publiziert wurden. Im selben Jahr wurde die Finnis-Scott Foundation gegründet, eine Stiftung für Gärtnerei und Kunstprojekte. Auch mehrere Züchtungen tragen Finnis’ Namen, darunter eine Sorte von Artemisia ludoviciana und eine Sorte von Muscari armeniacum.